# تازه (آلبوم)
«تازه» (به انگلیسی: New) آلبومی از پل مک‌کارتنی است که در ۱۵ اکتبر ۲۰۱۳ منتشر شد.
این آلبوم در چارت‌های نروژ در رتبه اول و در چارت‌های ایتالیا، بریتانیا، دانمارک، اسکاتلند، سوئد، فرانسه، اتریش، آلمان، اسپانیا و آمریکا جزو ده آلبوم اول قرار گرفت.